# ダンス・ウィズ・ウルブズ
『ダンス・ウィズ・ウルブズ』（原題：Dances with Wolves）は、1990年のアメリカ映画。製作会社はオライオン・ピクチャーズで、監督・主演・製作はケビン・コスナー。第63回アカデミー賞作品賞ならびに第48回ゴールデングローブ賞 作品賞受賞作品である。のちに、「4時間アナザー・バージョン」と呼ばれる全長版が公開されている（後述）。

## 概要
1861年から繰り広げられた南北戦争時代のフロンティアを舞台に北軍の中尉と、スー族と呼ばれるインディアンとの間で交わされる心の交流を描いた西部劇である。原住民であるインディアンを虐殺しバッファローを絶滅寸前に追いやった白人中心主義のアメリカ社会に対して警鐘を鳴らすと同時にフロンティアへの敬意・郷愁を表している点で従来の西部劇とは大きく一線を画し、それまでの「片言の英語を話すインディアン」というステレオタイプからも脱却し、「インディアンたちが彼らの言語で喋る」、という点でも話題となった。「タタンカ（バッファロー）」の単語もこの映画で広く知られるようになった。また作品の中で度々用いられるラコタ語に対し英語の字幕が充てられているという点でも異色の作品である。ただインディアンの言語には日本語同様に男性語と女性語の区別があり、言語指導者が女性のみであったために俳優は男女問わず女性語の指導を受けてしまった。ラッセル・ミーンズによると、ラコタ語のわかる人にとっては大笑いする内容になってしまったようである（後述）。
マイケル・ブレイクによる原作小説は発表当初、白人を批判するという内容に嫌悪感を抱いた多数の出版関係者により発売を拒否されていた。しかし、俳優のケビン・コスナーは原作の内容に好感を持ち（コスナー自身もチェロキーとドイツ、アイルランドの混血である）ブレイクに対し、自らが監督も兼任するという形での映画化を懇願した。1988年にようやく原作が一般に向けて発売されるのと並行してコスナーは『アンタッチャブル』『フィールド・オブ・ドリームス』の成功によりアメリカを代表する2枚目スターの地位を確立し巨大な富を得ていた。それらの作品で得た私財の全てを継ぎ込んで、1989年7月に撮影が開始された。
なお、原作で主人公と交流するインディアン部族はコマンチ族であるが、映画化にあたってこれは同じ平原の部族であるスー族に設定変更されている。この映画には「テン・ベアーズ」というスー族の「酋長」が出てくるが、同時代にいた実際のテン･ベアーズはヤンパリカ・コマンチ族の人物である。また、同時代の「キッキング・バード」はカイオワ族の人物であり、呪い師ではなかった。これらの齟齬は映画化の際に部族設定の変更から生じたものである。また現実の「テン・ベアーズ」も「キッキング・バード」も「族長」ではない。
作品の設定年は、前後の出来事から1864年と見られるが、作中で描かれた歴史上の事件として、米陸軍がテン・ベアーズ達のバンドを捜して大遠征をおこなうシーンがある。しかし、実際の米陸軍の冬の大遠征は1868年の11月のことであり、これは年代が合わない。
映画史上に残るとされる壮大なスケールの原風景は一部ワイオミング州のものを除いてほとんどがサウスダコタ州で撮影されたものである。そのほかにもバッドランズ国立公園やピアでもロケーションが行われている。
制作・公開がたびたび延期されたことやマイケル・チミノが『天国の門』で西部劇を批判し記録的な赤字を出した前例がありながらコスナーもまた白人を批判する内容の西部劇に着手したこと、2200万ドルという巨額を制作費に注ぎ込んだこと（あるいはそれに匹敵する私財を持ち合わせていたコスナーに対する悋気）から、一部の聴衆は同作品を『天国の門（Heaven's Gate）』に準えて『コスナーの門（Costner's Gate）』と渾名をつけて罵っていた。しかし、1990年11月に映画が公開されると、当時トップスターであったコスナーの初監督作品であるという話題性や、インディアン民族と同化した白人の視点から当時のアメリカ社会を批判するという斬新なストーリー、さらに壮大なスケールとダイナミック且つ繊細な演出が批評家・観衆双方の絶大な賞賛を獲得。アメリカ国内だけで製作費の10倍近い収益を挙げ、西部劇映画としては歴代最高のアメリカ国内興行収入を記録している。世界規模でも大ヒットし結果的に全世界で4億2400万ドルの興行収入を記録した。加えて、第63回アカデミー賞と第48回ゴールデングローブ賞の作品賞と監督賞をダブル受賞するなど国内外で多数の映画賞を獲得し、コスナーはロバート・レッドフォード、ウォーレン・ベイティに続き「監督としても成功したトップスター」の地位を確立した。

## 物語
1863年秋、テネシー州は南北戦争の激戦地と化しており、北軍の中尉であったジョン・ダンバーはその中で右足に重傷を負う。その足を切断されると思ったダンバーは意を決して馬を駆り、自殺的行為とも取れる囮となって南軍兵士達の注意を逸らした。その隙を突いた北軍は一斉に進撃を開始し勝利を収めた。その後囮としての功績を称えられ一躍英雄となり、見返りとして自由に勤務地を選ぶ権利を与えられたダンバーは、「失われる前にフロンティアを見ておきたい」とサウスダコタ州のセッジウィック砦への赴任を直訴。見渡す限りの荒野と荒れ果てた「砦」で自給自足の生活を始めた。
開拓と食事、そして愛馬のシスコと「トゥー・ソックス（2つの靴下）」と名付けた狼と戯れる生活が続いていたある日、スー族インディアンがシスコを盗みに来たため、ダンバーは銃（全裸）で威嚇して追い払った。自らの集落で「不思議な生活をしている白人がいる」との報告を受けた彼らは、部族の将来のためにもダンバーと接触を試みたほうがよいとの結論を出した。またダンバーもインディアンとの接触を望んだ。翌日、軍服に身を包み星条旗を掲げたダンバーはインディアンの野営地へと向かった。その道中、大怪我を負って倒れている女性と遭遇。インディアンの服装を身に纏っていたがよく見ると彼女の目は青い色をしていた。ダンバーがその女性を助けようとすると彼女は恐怖に震えながら必死に抵抗した。しかし怪我が悪化し意識を失ってしまったため、ダンバーがスー族の集落まで彼女を送り届けた。
当初集落の者達は白人に対する先入観からダンバーに不信感を抱き彼を拒絶したが、彼の人柄を見込んだ首長（チーフ）の計らいで、後日それぞれ「蹴る鳥」「風になびく髪」と呼ばれる二人の男を返礼も兼ねてダンバーの元に遣った。言葉も通じない自分たちを受け容れたうえ精一杯持て成すダンバーに、集落の中心的人物でもある「蹴る鳥」は好感を抱いた。以降、スー族の面々は頻繁に彼の元を訪れ、またダンバーも先住民族である彼らに白人文化を伝えようと試みることで徐々に互いの友好を深めていった。
言葉がなかなか通じず、もどかしい思いをしていた双方の通訳を買って出たのは、ダンバーが以前助けた「拳を握って立つ女」と呼ばれる青い目の女性である。彼女は幼いころ、スー族と敵対するポーニー族に家族を殺され逃げ延びたところをスー族に拾われ育てられた。そのため、ラコタ語を問題なく話す一方で、幼いころに身につけていた英語はたどたどしくなっていた。それでも彼女の養父である「蹴る鳥」とダンバーの助けにより意思の疎通が図れるようになった。
ある夜、凄まじい物音で目を覚ましたダンバーが外に出てみるとそこにはバッファローの大群が群れを成して移動していた。バッファローはスー族にとって命の糧である。ダンバーは急いでスー族に報告。スー族は歓喜に沸き、目撃者であるダンバーは一躍彼らの知るところとなった。翌朝ダンバーはスー族と共に狩りに出た。毛皮と角だけ剥ぎ取り死体を放置する白人の暴挙に心を痛めながらも、神聖な儀式でもあるスー族様式の狩りに参加する中でダンバーは今まで感じたことのない安らぎを覚えるとともに自分とはどんな存在であるかということに目覚めていく。
交流を深める中でダンバーは「拳を握って立つ女」を愛し、また彼女もダンバーを愛し始めていた。しかし「拳を握って立つ女」は前の夫を殺された後から喪に服していたため仲間の前で想いを悟られないように努めていた。それに気づいた養母は「蹴る鳥」に、「拳を握って立つ女」がダンバーと深く愛し合えるように彼女の喪を明けさせることを提案。「蹴る鳥」も快諾しやがてダンバーと「拳を握って立つ女」は結婚し自らのティピーも授かった。さらに、ダンバーは部族民同様に「シュンカマニトゥタンカ・オブワチ（「狼と踊る男」。砦でトゥー・ソックスがダンバーに戯れていたところを、スー族の男に目撃されたことから）」というインディアン名までもらい、スー族の一員となると同時に一人の人間としての誇りを取り戻す。
やがて冬が到来し、山籠りするために集落を移動する日が来た。しかし、ダンバーはスー族の足取りを白人に知られないよう、日々の出来事を克明に記録した日記を取りにひとりセッジウィック砦に戻った。ところが砦には既に嘗て自らが所属した騎兵隊が大挙しており、インディアンの服装を身に纏っていたダンバーは狙撃され捕虜となってしまう。騎兵隊出身であるということを明かしたダンバーに対し騎兵隊は反逆者として処刑を宣告する。なかなか帰って来ないダンバーの身を案じたスー族の戦士たちがダンバーを捜索すると、彼を護送する馬車を発見。奇襲攻撃を仕掛け、ダンバーの命は救われた。しかし、インディアンの大量虐殺を目論む合衆国軍は目前まで迫っていた。これ以上仲間たちに迷惑をかけるわけにはいかないと感じたダンバーは、別れを惜しむスー族に背を向けながら愛する妻を伴って雪山の奥深くへと分け入っていった。

## キャスト
| 役名                            | 俳優                                                | 日本語吹替             | 日本語吹替                                     | 日本語吹替                                 |
| 役名                            | 俳優                                                | ソフト版               | 日本テレビ版                                   | テレビ朝日版                               |
| ------------------------------- | --------------------------------------------------- | ---------------------- | ---------------------------------------------- | ------------------------------------------ |
| ジョン・ダンバー中尉 狼と踊る男 | ケビン・コスナー                                    | 津嘉山正種             | 津嘉山正種                                     | 津嘉山正種                                 |
| 拳を握って立つ女                | メアリー・マクドネル                                | 山田栄子               | 土井美加                                       | 高島雅羅                                   |
| 蹴る鳥                          | グラハム・グリーン                                  | 吉水慶                 | 坂口芳貞                                       | 石田太郎                                   |
| 風になびく髪                    | ロドニー・A・グラント                               | 島田敏                 | 佐藤正治                                       | 磯部弘                                     |
| ファンブロー                    | モーリー・チェイキン                                | 筈見純                 | 阪脩                                           | 上田敏也                                   |
| ティモンズ                      | ロバート・パストレリ                                | 麦人                   | 池田勝                                         | 安西正弘                                   |
| バウアー軍曹                    | ラリー・ジョシュア                                  | 福田信昭               |                                                |                                            |
| ペッパー軍曹                    | トム・エヴェレット                                  |                        |                                                |                                            |
|                                 |                                                     |                        |                                                |                                            |
| 演出                            |                                                     | 蕨南勝之               | 蕨南勝之                                       | 福永莞爾                                   |
| 翻訳                            | 戸田奈津子（ソフト版） 種市譲二(プレミアムシネマ版) | 武満眞樹               | たかしまちせこ                                 | 入江敦子                                   |
| 調整                            |                                                     | 蝦名恭範               | 兼子芳博                                       | 長井利親                                   |
| 効果                            |                                                     |                        | 南部満治                                       | 南部満治                                   |
| 担当                            |                                                     | 吉富孝明               | 吉富孝明 仲田美歩                              |                                            |
| プロデューサー                  |                                                     |                        | 奥田誠治 垂水保貴                              | 松田佐栄子                                 |
| プロデューサー補                |                                                     |                        | 山路裕子                                       |                                            |
| 解説                            |                                                     |                        | 水野晴郎                                       | 淀川長治                                   |
| 制作                            |                                                     | ニュージャパンフィルム | ニュージャパンフィルム                         | ニュージャパンフィルム                     |
| 初回放送                        |                                                     |                        | 1993年1月15日 『金曜ロードショー』 正味約176分 | 1995年7月30日 『日曜洋画劇場』 正味約126分 |

## スタッフ
- 監督 - ケビン・コスナー
- 原作/脚本 - マイケル・ブレイク（英語版）
- 製作 - ジム・ウィルソン（英語版）、ケビン・コスナー
- 製作総指揮 - ジェイク・エバーツ
- 撮影 - ディーン・セムラー
- 音楽 - ジョン・バリー
- 編集 - ニール・トラヴィス
- 美術 - ジェフリー・ビークロフト

## エピソード
狩猟のシーンには莫大な数のバッファローが登場するが、そのうちの2頭はロックの殿堂入りも果たしているシンガーソングライターのニール・ヤングが飼育し、調教したものを借りている。
グラハム・グリーン演じる「蹴る鳥」は、スー族における聖人であると同時にメアリー・マクドネル演じる「拳を握って立つ女」の養父という設定であるが、実際はマクドネルがグリーンより2ヶ月だけではあるが年上で、養母を演じた女優との年齢差も2つしかない。グリーンを始めインディアンを演じた俳優はラコタ語が話せず、撮影に際して特訓を強いられた。
原作者マイケル・ブレイクはダンス・ウィズ・ウルブズ執筆当時、俳優のヴィゴ・モーテンセン夫妻の家に居候していた。原作は夫妻への新婚祝いとして執筆されたもの。同作の主人公ジョン・ダンバー中尉は、当初はヴィゴを想定したキャラクターだったといわれている。

## 評価
レビュー・アグリゲーターのRotten Tomatoesでは77件のレビューで支持率は83%、平均点は7.60/10となった。Metacriticでは20件のレビューを基に加重平均値が72/100となった。
主人公の結婚相手が白人であるという設定については、日本の評論家からインディアンに対する差別ではないかと、指摘されることがある。しかしこれは過去のアメリカインディアンに対する差別が露骨な西部劇において、白人の主人公がアメリカインディアンの女性を娶るというシチュエーションのものがいくつか存在したからである。つまり差別的表現を回避するための措置である。
アメリカインディアンへの差別的表現を回避していると評価される本作であるが、ポーニー族が悪役的扱いをされている面については、従来の偏見を踏襲しているという批判がある。ポーニー族はスー族に圧迫されており、そのため白人と手を結んで反撃を行ったが、それは「同じインディアンであるスー族を裏切った」と現在まで認識されている。もちろんこれはスー族もポーニー族も同じインディアンであるという白人の一方的な見方によるものであり、ポーニー族から見ればスー族も白人も異民族であることに違いはなく、一方の異民族と対抗するために別の異民族と手を結んだに過ぎない。一口にインディアンと言っても、彼らは種族ごとに大きく異なる文化・言語を持っており、現在の人間が想像するような単一の民族集団ではなかったのである。
「インディアン部族が互いに手を結んでいれば、白人の侵略に対してもっと対抗しえたであろう」とのこういった考えは、インディアンに対する最も一般的なステレオタイプの一つである。
また、ホピ族出身の映像作家ヴィクター・マサエスヴァのドキュメンタリー映画『イマジニング・インディアン』では、この映画に出演したエキストラのインディアンの若者たちが登場し、撮影の現場で冷淡な扱いを受けながら、危険な演技を低賃金で行わされた内情を暴露している。
この映画は、西部劇映画に代表される、それまでの「白人＝善、インディアン＝悪」と決めつけた紋切り型のハリウッド映画に対抗した制作姿勢が評価されている映画である。アメリカのメディアは数世紀にわたり、インディアンを一方的に「未開の野蛮人」と決めつけてイメージ化してきた。その最たるものに「インディアンは族長である酋長によって統率された戦士社会である」というものがある。しかし、現実のインディアン社会には「族長」や「権力者」、「王族」というものは存在しない。酋長は単に調停者であり、権力者ではない。インディアン社会には上下関係というものがない。また「個人崇拝」という文化も持たない。
もしこの映画を見て、インディアンたちの集団が誰かしら個人の意思で統率されていたり、英雄的な個人が他の戦士たちを率いているような印象を受けたとすれば、それはインディアン文化についてミスリードを招く描写であり、インディアンの文化を正しく描こうとした制作者の意図に相反することになるだろう。インディアンたちはこういった違和感について次のように述べている。

### インディアン側のコメント
映画俳優として初出演したラッセル・ミーンズは、インディアン権利団体「アメリカインディアン運動（AIM）」の運動家でもある。ラッセルはこの作品についてのインタビューに答え、こう述べている。
コスナー監督がハリウッド的なインディアンのステレオタイプのうち、「酔いつぶれたインディアン」以外のほとんどすべてのインディアン像を利用したのはいい狙いでした。インディアンをやたら持ち上げ過ぎてるきらいはあるにしてもね。『アラビアのロレンス』という映画を覚えていますか？この作品のインディアンは、まるで（英雄虚像化された）『平原のロレンス』でした。
この映画のおかしなところといえば、俳優たちにスー族の言葉を教えている女性がいたんですけどね、でも、ラコタ族には男言葉と女言葉があるんですよ。大勢のインディアンやケビン・コスナーが、女言葉で話していました。私が大勢のラコタ族の人たちとそれを見に行ったとき、我々は笑い転げてたんですよ。
インディアン女性運動家のスーザン・ショーン・ハルジョは、この映画について、子供の描写やケビン・コスナーの子供のような笑顔については評価しているが、映画そのものについては次のように述べている。
（略）そのようなすべてが私たちとは程遠く、似ても似つかないものになっていて、どの部分においても私たちに当てはまらないものになっています。（略）こういった映画のほとんどが持つ問題は、白人が善良で、格好良い姿で登場することです。インディアンは物語の脇役でしかありません。私は、白人が映画を作ることは理解しますけれど、それは彼ら以外の誰かに関する映画にはならないでしょう。（略）『シンドラーのリスト』は、ユダヤ人や、スピルバーグのような感性を持った人でなかったら作れなかったかもしれません。もしオリバー・ストーンがベトナムに行っていなければ、彼はベトナムの映画を作れたでしょうか。

## 受賞・ノミネート
- 第63回アカデミー賞
  - 受賞…作品賞／監督賞／脚色賞／撮影賞／作曲賞／録音賞/編集賞
  - ノミネート…主演男優賞／助演男優賞／助演女優賞／美術賞／衣装デザイン賞
- 第48回ゴールデングローブ賞
  - 受賞…ドラマ部門作品賞／監督賞／脚本賞
  - ノミネート…ドラマ部門男優賞／助演女優賞／音楽賞
- 第45回英国アカデミー賞　作品賞／主演男優賞／監督賞／脚色賞／作曲賞／撮影賞ノミネート
- 第41回ベルリン国際映画祭　特別個人貢献賞
- 第15回日本アカデミー賞　最優秀外国作品賞
- 第65回キネマ旬報賞　委員選出外国語映画第1位／読者選出外国語映画第1位

## 4時間アナザー・バージョンとDVD
『ダンス・ウィズ・ウルブズ／4時間アナザー・バージョン』は本国アメリカのテレビで放映された後、第9回東京国際ファンタスティック映画祭での上映を経て最後に劇場公開された。オリジナル版と比較して50分以上に相当するシーンが追加されており、ダンバーが赴任する以前にセッジウィック砦で生活していた騎兵隊が砦を放棄するまでの過程や「拳を握って立つ女」の生い立ちやバッファローの狩猟のシーンの補強が施されている。
日本においては1994年1月20日にビデオソフトが発売されたほか、2003年8月22日にオリジナル版のみ収録した通常版DVDと併行して15000セット限定で『ダンス・ウィズ・ウルブズ スペシャル・エディション』のDVDが発売された。仕様は以下のとおりである。
- オリジナル版（ディスク1枚）のほかに「4時間アナザー・バージョン」（ディスク2枚）をデジタルリマスター／DTS音声で収録
- メイキング映像や回想形式のドキュメンタリーが収録された特典ディスク付属
- レザークロス仕様の特製ケースにブックレットを封入

## 続編
ダンス・ウィズ・ウルブズの脚本を書いたマイケル・ブレイクは2001年に『ホーリー・ロード』（The Holy Road）という題名の「ダンス・ウィズ・ウルブズ」続編小説を出した。この話のタイトル名のThe Holy Roadは、白人による大陸横断鉄道敷設による平原インディアンとの文明の衝突を暗示している。
物語は11年後の1874年という設定で、ダンバー元陸軍中尉はコマンチ族の戦士「狼と踊る男」として、幼い頃コマンチ族の下で育った白人女性「拳を握って立つ女」とも結婚し、息子2人と娘1人の3人の子供にも授かり、サウスダコタ州スー族の住処に近い平原で暮らす10人のコマンチ族の村で平和に暮らしていた。しかしホームステッド法により、白人の入植がコマンチ族の領域を侵害することになり、白人が鉄道の線路を敷くため、彼らコマンチ族の住処に入り、白人ハンターがコマンチ族の生の源であるバッファローを無差別に発砲し殺した。そしてこれを知ったコマンチ族は怒った。白人のレンジャー隊が村を攻撃し、「拳を握って立つ女」と幼い1人娘を誘拐し捕虜にした。スー族の領域にも鉄道の線路が敷かれようとしていたことから「蹴る鳥」は「風になびく髪」とダンバーこと「狼と踊る男」に侵入者である白人と戦うことを決定しなければならないと言い、同時に、誘拐し捕虜とされた妻の「拳を握って立つ女」と娘の救助に向かうというような内容である。
サイモン・スペンサー監督により映画化が進められようとしているが、ケビン・コスナーが出演するかどうかはまだ不透明である。